# Hässelby-Vällingby
Hässelby-Vällingby est un district de l'ouest de Stockholm en Suède. Sa population est d'environ 61 900 habitants.
Il couvre les arrondissements de Hässelby gård, Hässelby strand, Hässelby villastad, Grimsta, Kälvesta, Nälsta, Råcksta, Vinsta et Vällingby.
Le district a été créé en 1998 par fusion des districts de Hässelby  et de Vällingby.